# PHP研究所
株式会社PHP研究所（ピーエイチピーけんきゅうしょ、英語: PHP Institute, Inc.）は、日本の出版社。
1946年創業で、松下幸之助が創設した企業の1つ。当初は株式会社PHP総合研究所という名称でトータルシンクタンクを標榜していたが、2010年10月1日に子会社で出版社であった株式会社PHP研究所を吸収合併し、現在の名称に改名した。

## 概要
「PHP」とは、「Peace and Happiness through Prosperity」（繁栄によって平和と幸福を）の頭文字をとった語で、「物心両面の繁栄により、平和と幸福を実現していく」という松下幸之助の願いのもと、1946年（昭和21年）11月に創設された。
翌1947年（昭和22年）4月に月刊誌『PHP』を創刊。1950年代にいったん活動を停止したが、1961年（昭和36年）8月に幸之助の別邸「真々庵」にて活動を再開し、翌1962年（昭和37年）には松下幸之助が真々庵の庭園内に根源の社を創建してPHPの精神的な拠り所とした。根源の社は京都に建設されたPHP研究所本社ビルにも置かれている。
1971年（昭和46年）より出版事業を拡大し一般書籍の刊行を開始。現在は『PHP』『Voice』『The 21』『歴史街道』などの雑誌や単行本の出版、PHPゼミナールなどによる人材開発支援、PHP理念経営経営センターによる経営理念浸透や政策シンクタンクPHP総研を通じた政策提言、PHPしあわせファクトリーによる社会貢献活動などを主な活動・事業として展開している。松下幸之助が創業したパナソニックさらには多くの国会議員を輩出した松下政経塾とは姉妹関係にあり、交流も盛んである。
パナソニックホールディングスと資本的な関わりは持たず、創業者が同一である兄弟企業に過ぎない。ただ、それ以外の業務提携は強く、パナソニックに所属する役員の主要なグループ外出向先として送り込んだり、パナソニックが関係する書籍は当社からの刊行を原則としたり、パナソニック健康保険組合の加入法人にパナソニックグループ外で唯一参加し、広報誌の受託編集を担当している程度に留まっている。雑誌の広告や懸賞においても、パナソニックの家電が必ずといっていい程入る。

## 事業内容
出版事業は、企業直販向けの部門と、書店・一般向けの部門に分かれる（直販の出版物も、注文をすれば一般の読者も手に入れることができる）。前者の直販部門の編集部は京都にあり、通常の書籍、雑誌の編集部は東京に置かれている。京都と東京を拠点に教育研修事業も手がけるが、社員教育用書籍などの面で出版事業との接点は少なくない。教育研修事業は、松下幸之助の人材育成手法や哲学（人間観）を中核に据え、人間力の向上をめざすとしている。
年間の出版点数は600点を越え、出版社別の年間発行点数ランキングでは常時トップ10入りしている。月刊誌から単行本、PHP文庫、PHP新書など数多くのラインアップを持ち、内容も多岐に渡っている。一般書では概して保守的な内容のものや精神論的なものが目立つ。出版物の大部分を占めるビジネス分野では、社会的に一定の影響力を持つ規模の出版社が慎重になる成功哲学や自己啓発書、斎藤一人に代表される引き寄せの法則や疑似科学本なども多く手がける。また、児童書や文芸書も発行している。
代表作は松下幸之助の『道をひらく』など。2000年代だと2005年に『頭がいい人、悪い人の話し方』（樋口裕一(著)）が250万部を越えるミリオンセラーになり、2009年には直木賞受賞作品（山本兼一『利休にたずねよ』）を出した。また、限定ルート流通で（大抵は生協の組合員向けとなっている）実用書も刊行している。2013年11月1日に「美と知と抒情を愛する人に贈る文藝雑誌」として「mille（ミル）」を創刊したが、創刊号で廃刊となった。
同社の経営目標は、前述のPHPの理念を「普及」させることであるため、他の出版社で言う「営業部」「販売部」は「普及部」と呼ばれ、それに属する従業員は「普及員」と呼ばれる。PHPの理念に沿った自己啓発系の新進の著作者による出版や雑誌記事が多いため、出版・発刊後に脱税などを含む著作者の不祥事に見舞われることが少なからずあるが、自己啓発セミナー開催中に死亡事故を起した著作者の新書は実質絶版とするなどの対策をとっている。
政治・経済・歴史・思想・宗教・比較文化等の人文社会科学部門の著作、論文を対象にした山本七平賞を主催している。

## 主な刊行物
選書
- PHPビジネス選書

新書
- PHPハンドブックシリーズ
- PHP新書
- PHPビジネス新書
- PHPサイエンス・ワールド新書

文庫
- PHP文庫
- スマッシュ文庫
- PHP文芸文庫
- VG文庫

児童文学（PHP創作シリーズ）
- ゆうれいシリーズ
- 絵事典シリーズ
- 大図鑑シリーズ
- PHPジュニアノベル

その他
- 京都しあわせ倶楽部

### 雑誌
月刊誌
- 月刊PHP
- Voice
- 歴史街道
- THE21
- のびのび子育て
- PHPスペシャル

### デジタルコンテンツ
- 電子書籍[注 2]
- モバイルアプリ[注 3]